# 默赫伦巴赫
默赫伦巴赫是德国图林根州的一个市镇。总面积13.85平方公里，总人口682人，其中男性349人，女性333人（2011年12月31日），人口密度49人/平方公里。